# Rébellion kirghize
La rébellion kirghize s'est produite lorsque des irréguliers kirghizes du Xinjiang se sont révoltés contre la République de Chine en mars 1932. Les rebelles kirghizes, dirigés par Id Mirab, se sont révoltés dans les montagnes du Tian Shan dans le cadre de la plus large rébellion kumul au Xinjiang, jusqu'à ce qu'ils soient rapidement vaincus par les forces gouvernementales dirigées par Ma Shaowu, le commandant militaire hui de Kachgar, avec une aide mineure de l'Union soviétique,. 